# Pasari Island
Pasari Island är en ö i Gambia.   Den ligger i regionen Central River Division, i den östra delen av landet i Gambiafloden. Ön består av träskmark.